# Éric Boyer
Éric Boyer, nacido el 2 de diciembre de 1963 en Choisy-le-Roi, es un antiguo ciclista francés y actual director deportivo. Ha sido también presidente de la Asociación Internacional de Grupos Ciclistas Profesionales (AIGCP). Fue mánager del equipo Cofidis hasta junio del 2012.

## Biografía
Debutó como profesional en 1985 y puso fin a su carrera deportiva en 1995. Ganó tres etapas del Giro de Italia. Participó en 8 Tour de Francia. Fue entre 1988 y 1992 uno de los lugartenientes de Laurent Fignon, y después de Greg LeMond.
Después de haber colaborado como comentarista en televisión y participar en la prensa escrita, Éric Boyer cogió en 2005 los mandos como mánager del equipo Cofidis. 
Fue elegido presidente de la AIGCP en enero del 2008. El 7 de marzo de 2008, la UCI pidió la dimisión de Éric Boyer de su puesto de presidente de la AIGCP. Hoy en día trabaja como representante de los directores deportivos en el seno del UCI ProTour Council.

## Palmarés
1986
- Gran Premio de Antibes
- Gran Premio de la Villa de Rennes

1987
- 1 etapa del Tour del Porvenir

1990
- 2 etapas en el Giro de Italia

1991
- 1 etapa del Giro de Italia

1992
- Tour de Limousin
- 1 etapa de la Vuelta a Suiza

1993
- Ruta del Sur, más 1 etapa

## Resultados en las grandes vueltas
| Carrera         | 1985 | 1986 | 1987 | 1988 | 1989 | 1990 | 1991 | 1992 | 1993 | 1994 | 1995 |
| --------------- | ---- | ---- | ---- | ---- | ---- | ---- | ---- | ---- | ---- | ---- | ---- |
| Giro de Italia  | -    | -    | -    | -    | -    | 23.º | 6.º  | -    | -    | -    | 69.º |
| Tour de Francia | -    | 98.º | -    | 5.º  | Ab.  | 19.º | 38.º | 12.º | 63.º | -    | 98.º |
| Vuelta a España | -    | 40.º | -    | -    | -    | -    | -    | -    | -    | -    | -    |